# Yen Plus
Yen Plus là một tạp chí tuyển tập của Hoa Kỳ về truyện tranh Nhật Bản, manhwa Hàn Quốc và manga gốc tiếng Anh (OEL) do Yen Press xuất bản.

## Lịch sử
Số đầu tiên của Yen Plus được phát vào ngày 29 tháng 7 năm 2008 với năm bộ manga Nhật Bản được xuất bản bởi Gangan Comics, bốn manhwa và hai manga OEL. Tạp chí có hơn 450 trang cho mỗi số. Các bộ manga thường đọc từ phải sang trái, manga manhwa và OEL đọc từ trái sang phải; vì mỗi số có hai trang bìa.
Mặc dù Yen Plus không số liệu lưu hành chính thức, các tài liệu của Tập đoàn Hachette cho manga OELMaximum Ride đã báo cáo con số lưu hành cho Yen Plus là gần 100.000 bản vào cuối năm 2008.
Số tháng 7 năm 2010 là số cuối cùng của tạp chí được xuất bản, tất cả các số tiếp theo được phát hành trực tuyến.

## Danh sách truyện tranh đã xuất bản
Đây là danh sách đầy đủ của tất cả truyện tranh được đăng theo kỳ trong Yen Plus, không bao gồm bản xem trước chương truyện. Hai mươi manga (mười manga Nhật, sáu manhwa và bốn manga OEL) đã được xuất bản, nhưng chỉ có hai manhwa One Fine Day và Pig Bride được xuất bản đầy đủ.
Manga
| Tên                     | Tác giả          | Minh họa       | Kỳ đầu tiên      | Kỳ cuối cùng      | Hoàn thành? |
| ----------------------- | ---------------- | -------------- | ---------------- | ----------------- | ----------- |
| Bamboo Blade            | Totsuka Masahiro | Igarashi Aguri | tháng 8 năm 2008 | tháng 5 năm 2009  | Không       |
| Black Butler            | Toboso Yana      | Toboso Yana    | tháng 8 năm 2009 | tháng 7 năm 2010  | Không       |
| Higurashi When They Cry | Ryukishi07       | Nhiều nghệ sĩ  | tháng 8 năm 2008 | tháng 1 năm 2009  | Không       |
| Hero Tales              | Huang Jin Zhou   | Arakawa Hiromu | tháng 2 năm 2009 | tháng 4 năm 2010  | Không       |
| K-On!                   | Kakifly          | Kakifly        | tháng 9 năm 2010 | tháng 12 năm 2013 | Không       |
| Nabari no Ou            | Kamatani Yuhki   | Kamatani Yuhki | tháng 8 năm 2008 | ?                 | Không       |
| Pandora Hearts          | Mochizuki Jun    | Mochizuki Jun  | tháng 6 năm 2009 | ?                 | Không       |
| Soul Eater              | Okubo Atsushi    | Okubo Atsushi  | tháng 8 năm 2008 | ?                 | Không       |
| Sumomomo Momomo         | Ohtaka Shinobu   | Ohtaka Shinobu | tháng 8 năm 2008 | tháng 10 năm 2009 | Không       |
| Yotsuba&!               | Kiyohiko Azuma   | Kiyohiko Azuma | tháng 9 năm 2010 | tháng 12 năm 2013 | Không       |

Manhwa
| Tên                  | Tác giả      | Minh họa   | Kỳ đầu tiên      | Kỳ cuối cùng      | Hoàn thành? |
| -------------------- | ------------ | ---------- | ---------------- | ----------------- | ----------- |
| Aron's Absurd Armada | MiSun Kim    | MiSun Kim  | tháng 8 năm 2010 | tháng 12 năm 2013 | Không       |
| Jack Frost           | Jinho Ko     | Jinho Ko   | tháng 8 năm 2008 | tháng 12 năm 2013 | Không       |
| One Fine Day         | Sirial       | Sirial     | tháng 8 năm 2008 | tháng 7 năm 2010  | Có          |
| Pig Bride            | Huh Kook-hwa | Kim Su-jin | tháng 8 năm 2008 | tháng 7 năm 2010  | Có          |
| Sarasah              | Ryu Ryang    | Ryu Ryang  | tháng 8 năm 2008 | tháng 6 năm 2009  | Không       |
| Time and Again       | JiUn Yun     | JiUn Yun   | tháng 2 năm 2009 | tháng 12 năm 2013 | Không       |

OEL manga
| Tên          | Tác giả           | Minh họa          | Kỳ đầu tiên      | Kỳ cuối cùng      | Hoàn thành? |
| ------------ | ----------------- | ----------------- | ---------------- | ----------------- | ----------- |
| Daniel X     | SeungHui Kye      | SeungHui Kye      | tháng 8 năm 2010 | tháng 12 năm 2013 | Không       |
| Gossip Girl  | HyeKyung Baek     | HyeKyung Baek     | tháng 8 năm 2010 | tháng 12 năm 2013 | Không       |
| Maximum Ride | Narae Lee         | Narae Lee         | tháng 8 năm 2008 | tháng 12 năm 2013 | Không       |
| Nightschool  | Svetlana Chmakova | Svetlana Chmakova | tháng 8 năm 2008 | tháng 12 năm 2013 | Không       |